# 絢爛! 帝都少女探偵団 赤い謀略を撃て!
『絢爛! 帝都少女探偵団 赤い謀略を撃て!』（けんらん ていとしょうじょたんていだん あかいさくりゃくをうて）は、羽沢向一による日本のジュブナイルポルノ。イラストは、R-Ex。2009年12月8日に、あとみっく文庫（キルタイムコミュニケーション）より刊行された。

## ストーリー
少女探偵の霧島美咲は、ヒルダ・クネヒトと出会う。その後、だんだんと世界を巻き込む大きな事件に発展していく。

## 登場人物
霧島 美咲（きりしま みさき）
帝都で有名な少女探偵。プライドは高いが、悪人ではなく人命がかかる場面では、自分を犠牲にする。
ヒルダ・クネヒト
ドイツで有名なエリート少女。巨乳だが、本人はそのことを邪魔に思っている。
南 一郎（みなみ いちろう）
美咲のお抱え運転手。代々霧島家につかえている一族の少年。性格は純情である。
ソフィア・テレシコワ
冷酷非情なソ連の女スパイ。男女問わず、相手を快楽に突き落としていく。